# Rivière Sainte-Anne (La Réunion)
Pour les articles homonymes, voir Rivière Sainte-Anne.
La rivière Sainte-Anne est un cours d'eau français de l'île de La Réunion, département d'outre-mer dans le sud-ouest de l'océan Indien. Intermittente, elle coule du sud-ouest vers le nord-est sur le territoire communal de La Plaine-des-Palmistes, puis sur celui de Saint-Benoît avant de se jeter dans l'océan Indien à hauteur du quartier de Sainte-Anne.